# Karl von Leibbrand

Karl von Leibbrand im Jahr 1892

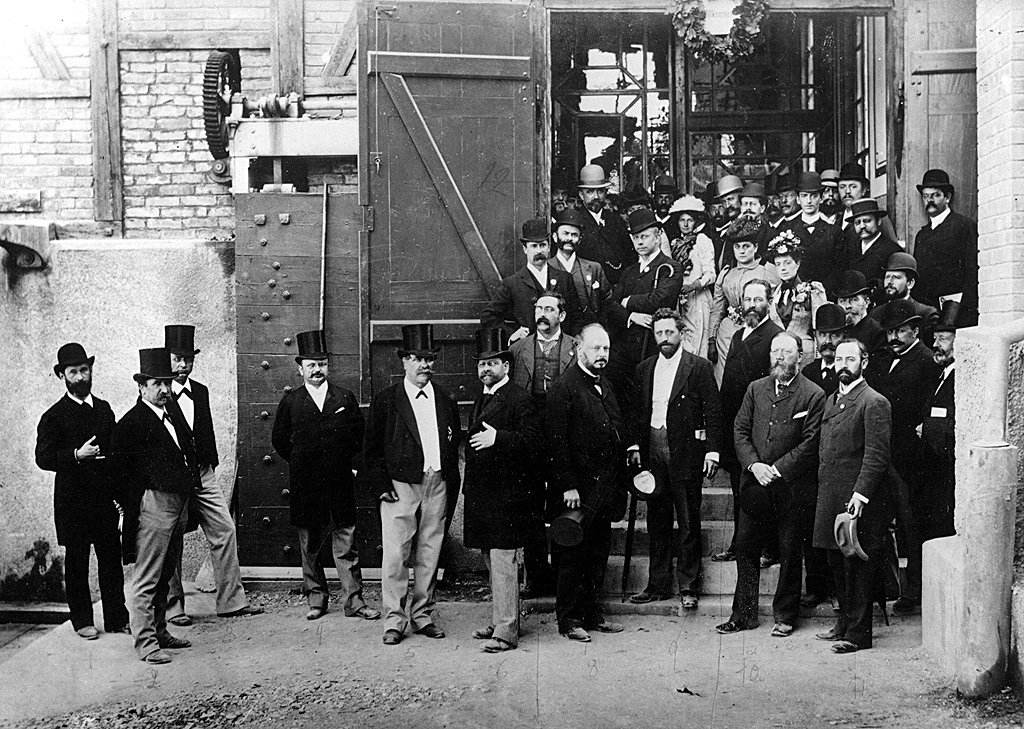
Karl von Leibbrand (2. v. l.) bei der Eröffnung des Wasserkraftwerks zu Lauffen am Neckar im Rahmen der Internationalen Elektrotechnischen Ausstellung 1891

Karl August Leibbrand, ab 1895 von Leibbrand  (auch Carl; * 11. November 1839 in Ludwigsburg; † 13. März 1898 in Stuttgart) war ein deutscher Bauingenieur, württembergischer Baubeamter und Präsident der Ministerialabteilung für Straßen- und Wasserbau des Königreichs Württemberg.

## Leben
Karl Leibbrand studierte Ingenieur-Wissenschaften und Architektur in Stuttgart. 1857 wurde er dort Mitglied des Corps Stauffia. Nach seinem Studium war er Straßenbauinspektor in Oberndorf am Neckar, danach Baurat in Stuttgart, anschließend Leiter der Ministerialabteilung Straßen- und Wasserbau und später deren Präsident. Ein Bruder war Richard von Leibbrand.
Karl Leibbrand wurde durch seine zahlreichen Brückenbauten bekannt. Er baute 1893 die Munderkinger Donaubrücke, die damals längste freitragende Betonbrücke Deutschlands, bei der er erstmals einen Dreigelenkbogen mit Gelenken aus Bleiplatten bzw. aus Gusseisen einsetzte. Im gleichen Jahr wurde die König-Karls-Brücke zwischen Stuttgart und Cannstatt eingeweiht. 1896 wurde die Pont de la Coulouvrenière in Genf fertiggestellt, bei der ebenfalls der von ihm entwickelte Dreigelenkbogen verwendet wurde. 1896–1897 entstand nach seinen Plänen die zweite Kabelhängebrücke Deutschlands, die Hängebrücke über die Argen zwischen Langenargen und Kressbronn am Bodensee. Sein letztes Werk wurde die Eberhardsbrücke in Tübingen, deren Einweihung am 27. Januar 1901 er jedoch nicht mehr erlebte.  
Von 1877 bis 1895 mit kurzer Unterbrechung im Jahre 1891 besaß Karl von Leibbrand ein Mandat als gewählter Abgeordneter des Oberamtes Oberndorf in der württembergischen Kammer der Abgeordneten. Er gehörte dort der Fraktion der Landespartei an. Er war seit 1887 Mitglied des Vereins Deutscher Ingenieure (VDI) und des Württembergischen Bezirksvereins des VDI. Im Bezirksverein war er zeitweise Vorstandsmitglied.

## Ehrungen
- Karl Leibbrand wurde vom König von Württemberg im Jahre 1895 zum Ehrenritter der Württembergischen Krone ernannt und damit geadelt
- Außerdem erhielt er das Kommenturkreuz II. Klasse des Friedrichs-Ordens
- Er war Ehrenbürger von Cannstatt, Balingen und Schramberg
- Für seine Verdienste um die Entwicklung der Dreigelenk-Bogenbrücke wurde er von der Institution of Civil Engineers mit dem Telford-Preis ausgezeichnet

## Werk

### Bauten

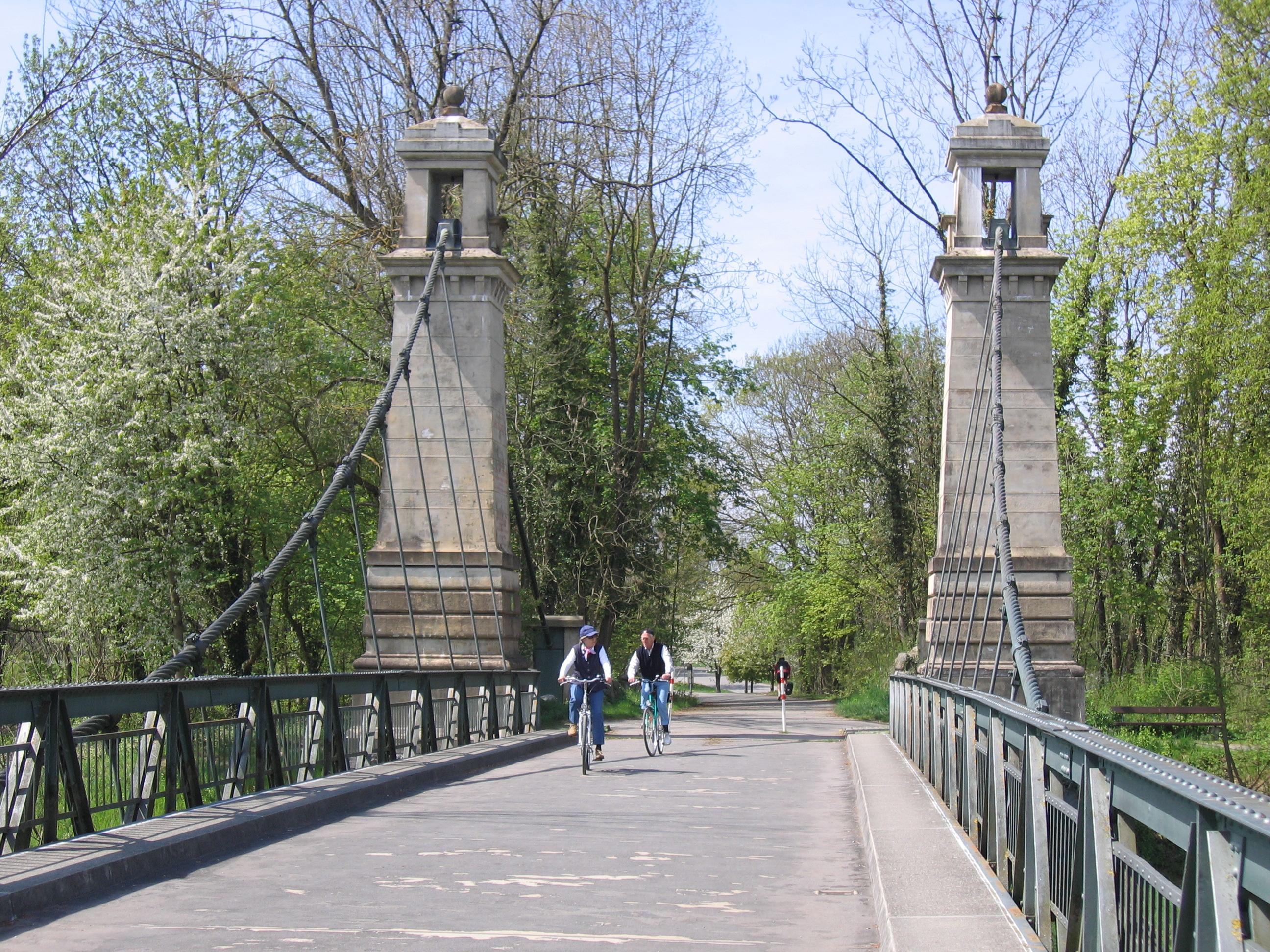
Hängebrücke über die Argen (1897)

- 1885: Enz-Brücke bei Höfen (abgerissen)
- 1886: Guldebrücke bei Wildbad
- 1886: Glatt-Brücke bei Neuneck
- 1887: Murrbrücke bei Marbach
- 1890: Forbachbrücke Baiersbronn
- 1891: Bahnbrücke in Ehingen
- 1891: Wasserkraftwerk zu Lauffen am Neckar (abgerissen)
- 1893: Munderkinger Donaubrücke (zerstört)
- 1893: König-Karls-Brücke zwischen Stuttgart und Cannstatt (zerstört)
- 1895: Neckarbrücke bei Mühlheim
- 1895: Leinbrücke Heuchlingen
- 1896: Neckarbrücke bei Gemmrigheim
- 1897: Hängebrücke über die Argen zwischen Kressbronn am Bodensee und Langenargen
- 1901: Eberhardsbrücke in Tübingen

### Schriften
- (mit Albert Eugen Adam): Die Jubiläumssäule in Stuttgart. Stuttgart 1893.
- Betonbrücke über die Donau bei Munderkingen. Wasmuth, Berlin 1894. (Sonderdruck aus der Zeitschrift für Bauwesen, Jahrgang 1894)
- Die König Karls-Brücke über den Neckar zwischen Stuttgart und Cannstatt. In: Zeitschrift für Bauwesen, 45. Jahrgang 1895 (online als PDF-Dokument mit 54,82 MB), Spalte 61–104.
- Gewölbte Brücken. Engelmann, 1897.